# Joseph Jongen
Joseph Jongen, född 14 december 1873, död 12 juli 1953, var en belgisk tonsättare och organist.
Jongen var elev vid konservatoriet i Liège. Han erhöll 1898 Rompriset för kantaten Comala och studerade senare i Italien och Tyskland. 1903 blev han teorilärare vid Liègekonservatoriet. Under första världskriget vistades Jongen i Storbritannien men återvände till Belgien 1919 för att bli lärare i kontrapunkt vid konservatoriet i Bryssel, vars direktör han var från 1925. Jongen var som tonsättare mycket produktiv, framför allt inom det kammarmusikaliska området. Han anknöt först närmast till César Franck men påverkades senare av Claude Debussys impressionism. Utmärkande för Jongens musik är en mjuk, tonalt svävande harmonik.